# Brejinho de Nazaré
Brejinho de Nazaré är en kommun i Brasilien.   Den ligger i delstaten Tocantins, i den centrala delen av landet, 500 km norr om huvudstaden Brasília. Antalet invånare är 5 188.
Omgivningarna runt Brejinho de Nazaré är huvudsakligen savann. Runt Brejinho de Nazaré är det mycket glesbefolkat, med 2 invånare per kvadratkilometer.